# Lukács József (filozófus)
Lukács József (Budapest, 1922. december 16. – Budapest, 1987. január 7.) magyar filozófus, egyetemi tanár, a Magyar Tudományos Akadémia levelező (1978), majd rendes (1983) tagja.

## Életpályája
Lukács Oszkár (1882–1946) és Breuer Julianna (1891–1928) fiaként született. Apja Dunapenteléről származott, családnevét 1899-ben magyarosította Lusztigról Lukácsra. Az 1920-as években bankcégvezetőként dolgozott, majd gabona- és terménybizományos lett. 1928-ban megözvegyült; két évvel később feleségül vette Steiner Erzsébetet (1887–1951).
A második világháború idején zsidó származása behívták munkaszolgálatra. 1945-től a MADISZ országos, majd budapesti központjában dolgozott. 1947-től a MEFESZ propagandaosztályának titkára volt. 1948-tól a Fiatal Magyarország szerkesztője lett. Egyetemi tanulmányait a Semmelweis Egyetemen végezte el. 1949-ben filozófiai pártiskolát végzett, majd a Népművelési Minisztérium Irodalmi Főosztályára került. 1951-től a Természet és Technika című lap szerkesztője volt. 1952–1953-ban a Külügyminisztérium tájékoztatási főosztályának rádiócsoportját vezette. 1958-tól a Valóság, majd 1959-től a Világosság felelős szerkesztője, 1967-től főszerkesztője volt. 1959-től az ELTE filozófiai tanszékén adjunktus, később a valláskritikai kutatócsoport vezetője. 1973-tól tanszékvezető egyetemi tanár volt. 1978-tól a Magyar Tudományos Akadémia Filozófiai Intézetének igazgatója volt.
Sírja a Farkasréti temetőben található.

### Magánélete
Első felesége dr. Dobó (Guttmann) Ágnes, akitől egy fia született: Lukács Gábor. Második házastársa Kindler Magda volt.

## Művei
- Bevezetés a valláskritikába (Gecse Gusztávval és Pogány Róberttel, 1970)
- Igent mondani az emberre (valláselméleti, valláskritikai tanulmányok, 1973)
- Istenek útjai. A kereszténység előzményeinek tipológiájához (1973)
- Történelem, filozófia, vallásosság (tanulmányok, 1979)
- Egyházak és vallásosság a szocialista Magyarországon (szerkesztette, 1979)
- Eszmék és választások (1983)
- A mítosz ideje (akadémiai székfoglaló, 1985)
- A párbeszéd néhány kérdése és az erkölcs (1987)
- Vallás és vallásosság a mai Magyarországon. A hazai tudományos kutatások néhány eredménye (1987)
- Élő múlt. Előadások, cikkek, tanulmányok (1988)

## Díjai, elismerései
- Szocialista Munkáért érdemérem (1960)
- Rózsa Ferenc-díj (1963)
- Munka Érdemrend ezüst fokozata (1968)
- Munka Érdemrend arany fokozata (1970)
- Szocialista Magyarországért érdemrend (1982)